# エンリケ・バロン・クレスポ
エンリケ・バロン・クレスポ（Enrique Barón Crespo, 1944年3月27日 - ）は、スペイン・マドリード出身の政治家・弁護士。スペイン社会労働党に所属し、欧州議会では欧州社会党グループの会派に加わっている。

## 経歴
1965年にマドリード・コンプルテンセ大学で法学を、フランス・パリのエセック経済商科大学院大学で経営学をそれぞれ学んで卒業している。弁護士としては労働法を専門とし、また1970年から1977年にかけては政治事件において被告側の弁護を行ってきた。
1977年から1987年にかけてマドリード選挙区から選出されたスペイン下院議員として活動し、1982年から1985年にかけては運輸･観光･通信相を務めた。
選挙後に招集された欧州議会において欧州議会議長に選出される。また1999年から2004年にかけては院内会派である欧州社会党グループの代表を務める。1992年から1994年にかけては外交防衛委員会委員長を、また2004年から2007年にかけては国際貿易委員会委員長を務めた。
またバロン・クレスポは Global Panel Foundation の顧問を、ロンドンのシンクタンク Gold Mercury International の諮問委員を務めている。